# Końskowola
Końskowola je město na jihovýchodě Polska v Lublinském vojvodství v okrese Puławy, na řece Kurówka. Je sídlem stejnojmenné gminy. V roce 2021 zde žilo 2 020 obyvatel.

## Historie
Vesnice byla založena ve 14. století pod názvem Witowska Wola. Později bylo jméno změněno na Konińskawola. Do dnešní podoby bylo změněno v 19. století. Dne 1. ledna 2025 byl Końskowole znovu obnoven status města, který předtím sídlo mělo již v letech 1532–1870.